# Lavelanet
Lavelanet (occitanisch: L’Avelhanet) ist eine französische Gemeinde mit 6018 Einwohnern (Stand 1. Januar 2022) im Département Ariège in der Region Okzitanien; sie gehört zum Arrondissement Pamiers.

## Etymologie
Der Name der Stadt Lavelanet leitet sich von dem lateinischen Wort avellana ab ('Haselnuss').

## Lage
Lavelanet liegt am Fluss Touyre etwa 65 Kilometer (Fahrtstrecke) südwestlich von Carcassonne und etwa 19 Kilometer südlich von Mirepoix.

## Bevölkerungsentwicklung
| Jahr      | 1968 | 1975 | 1982 | 1990 | 1999 | 2009 | 2019 |
| Einwohner | 8630 | 9346 | 8368 | 7740 | 6872 | 6646 | 6031 |

## Sehenswürdigkeiten
- Die Église Notre-Dame-de-l’Assomption stammt aus dem 17. Jahrhundert und beherbergt einige Ausstattungsgegenstände (Kanzel, Taufbecken etc.) aus dieser Zeit sowie zwei Fresken und einen Kreuzweg aus dem 20. Jahrhundert. Wie viele Kirchen im Südwesten Frankreichs ist sie nur einschiffig, hat aber mehrere Seitenkapellen.
- Das Museum für Textil- und Kammherstellung (Musée du textil et du peigne en corne (AMTPC)) ist einen Besuch wert.
- Durch die Ortserweiterung gehört der ehemalige Vorort Bensa heute zum Stadtgebiet. Die romanische Kirche St-Sernin de Bensa ist ein einschiffiger Bau aus dem 12. Jahrhundert mit einem kleinen Glockengiebel im Westen sowie einer handwerklich solide gemauerten Apsis im Osten des Bauwerks. Das Kirchenschiff ist von beeindruckender Klarheit und hat ein schönes Tonnengewölbe mit Gurtbögen als Unterzüge. Das Gebäude ist seit 1950 als Monument historique klassifiziert.

## Städtepartnerschaften
Trégueux in der Bretagne und Melgaço im äußersten Norden Portugals sind Partnerstädte von Lavalanet.

## Persönlichkeiten, in Lavelanet geboren
- Fabien Barthez (* 1971), ehemaliger Torwart der französischen Fußballnationalmannschaft
- Perrine Laffont (* 1998), Freestyle-Skierin